# سیتیک آفشور هلیکاپتر
سیتیک آفشور هلیکاپتر (انگلیسی: CITIC Offshore Helicopter) شرکت خدمات بالگرد چینی است، که در سال ۲۰۰۰ توسط گروه سیتیک تأسیس شد.